# Felix Bindelöv
Felix Bindelöv, född 23 februari 1997 i Helsingborg, är en svensk fotbollsspelare som spelar för Karlslunds IF. Bindelöv huserar i försvaret och kan spela såväl som högerback som mittback.

## Karriär
Bindelöv inledde karriären i Mörarps IF som femåring. Karriären gick sedan vidare i Högaborgs BK innan han hösten 2012 gjorde övergången till Helsingborgs IF. Efter att ha a-lagsdebuterat för Helsingborgs IF i en träningsmatch mot IFK Värnamo 2015 kom tävlingsdebuten i svenska cupen-mötet med Örebro SK den 5 mars 2016. Kort därefter belönades Bindelöv med ett a-lagskontrakt hos Helsingborgs IF.
Säsongen 2016 fick Felix Bindelöv även göra sin allsvenska debut för Helsingborgs IF. Det då han fick chansen i den allsvenska premiären mot Gefle IF den 3 april.
Under säsongen 2017 var Bindelöv utlånad till Sandvikens IF. I januari 2018 gick Bindelöv till Karlslunds IF. I januari 2019 värvades Bindelöv av division 1-klubben Kristianstad FC.
Inför säsongen 2020 gick Bindelöv till BK Forward. I januari 2021 värvades han av Örebro Syrianska. I december 2021 förlängde Bindelöf sitt kontrakt i klubben med ett år. I november 2022 förlängde han sitt kontrakt med två år. I januari 2024 förlängde Bindelöf med Örebro Syrianska för en tredje gång, han förlängde över säsongen 2024.
Inför säsongen 2025 återvände Bindelöv till division 3-klubben Karlslunds IF.